# 藤井榮一
藤井 榮一（ふじい えいいち、1930年（昭和5年）11月24日 - ）は、日本の経済学者。専門は、経済学を領域とし、特に理論経済学を研究。経済学博士。元小樽商科大学学長・小樽商科大学名誉教授、東京国際大学名誉教授。東京都出身。「藤井栄一」とも表記される。
1953年（昭和28年）東京商科大学（現一橋大学）卒。1958年（昭和33年）同大学院経済学研究科修了。同年、小樽商科大学商学部講師。1960年（昭和35年）シカゴ大学客員研究生。1963年（昭和38年）小樽商科大学商学部助教授。その後、ウェールズ大学客員講師。1966年（昭和41年）小樽商科大学商学部教授。この後、同大学付属図書館長、同学生部長などを歴任。1984年（昭和59年）第6代小樽商科大学学長に就任。1992年（平成4年）小樽商科大学退官。同名誉教授。東京国際大学経済学部教授。2007年（平成19年）東京国際大学退職。同名誉教授。
公職としては、通商産業省大規模小売店舗審議会北海道審議部会長などを務めた。

## 叙位・叙勲
- 瑞宝中綬章（2007年）

## 訳書
- ウィリアム・J・ボーモル著, 山田勇と共訳『経済動学序説』（東洋経済新報社, 1956年）